# Henry Weed Fowler
Henry Weed Fowler (* 23. März 1878 in Holmesburg, Pennsylvania; † 21. Juni 1965 in Newtown, Pennsylvania) war ein US-amerikanischer Zoologe.

## Leben
Henry Weed Fowler wurde am 23. März 1878 in Holmesburg (Pennsylvania) geboren und besuchte dort auch die Grundschule. Bereits im Alter von zehn Jahren begann er sich insbesondere für Ornithologie zu interessieren. Häufig trieb er sich im Museum der Academy of Natural Sciences of Philadelphia (ANSP) herum um die Exponate zu betrachten und zu skizzieren. Gelegentlich wurde dem Jungen auch Zugang zur Bibliothek der Akademie gewährt, wo er im Selbststudium seine Kenntnisse erweiterte.
Im Jahr 1893, im Alter von 15 Jahren, bewarb er sich bei der ANSP um ein Stipendium, das ihm 1894 auch bewilligt wurde. Das Stipendium aus der Jessup-Stiftung war mit der Auflage verknüpft, dass der Empfänger halbtags als Hilfskraft am Museum tätig war. Eine der ersten Aufgaben, die Fowler in Zusammenhang mit dieser Tätigkeit übertragen wurde, war die persönliche Übergabe eines Briefes der Akademie an Edward Drinker Cope, in dem die sofortige Rückgabe von widerrechtlich aus dem Museum der Akademie entfernten Präparaten eingefordert wurde. Cope hatte, offensichtlich an einem Wochenende und zunächst unbemerkt, mehrere Schlangenpräparate aus den Museumsbeständen seziert, deren Hemipenes entfernt und mit nach Hause genommen. Fowler begab sich mit dem Brief zu Copes Wohnhaus in Philadelphia und wurde freundlich empfangen. Cope fand Gefallen an dem jungen Burschen in delikater Mission, befragte ihn um seine naturwissenschaftlichen Hauptinteressen und verwickelte ihn schließlich in eine längere Fachdiskussion, die bei Fowler nachhaltigen Eindruck hinterließ.
Fowlers Interessen wandten sich bald von der Ornithologie ab und der Herpetologie und insbesondere der Ichthyologie zu. Nach Copes Tod 1897 wurde er damit beauftragt dessen Sammlung, die jener der ANSP vermacht hatte, zu sichten und die umfangreichen dazugehörenden Aufzeichnungen Copes auszuwerten. In Copes Nachlass befand sich auch eine umfangreiche Sammlung von Fischskeletten, die er in den 1870er-Jahren von Joseph Hyrtl erworben hatte. Fowler begann die Präparate zu skizzieren und sein Talent als wissenschaftlicher Illustrator wurde bald auch außerhalb der ANSP bekannt.
1901 wurde Fowler von David Starr Jordan eingeladen als sein Student an die Stanford University zu kommen. Die Kosten für Studium und Aufenthalt sollte er sich als Illustrator verdienen. Zudem wies Jordan darauf hin, dass Fowler in Stanford Gelegenheit habe bei seiner Illustratorin Chloe Leslie Starks sein Talent als Illustrator weiter auszubauen. Fowler blieb 2 Jahre in Stanford. Es sollte seine einzige, weitgehend reguläre universitäre Ausbildung bleiben. Einen Studienabschluss erzielte er nicht. Der Unterricht bei David Starr Jordan hatte jedoch maßgeblichen Einfluss auf den Stil seiner zukünftigen wissenschaftlichen Arbeiten.
Bereits 1902 kehrte er nach Philadelphia zurück und übernahm eine Stelle als Assistenz-Kurator in der Abteilung für „wechselwarme Wirbeltiere“ am ANSP. Im Juni 1904 erhielt er Gelegenheit zur Teilnahme an seiner ersten größeren Expedition, die ihn unter der Leitung von Clarence Bloomfield Moore zu den Florida Keys führte.
1909 heiratete er Elizabeth Keim. 1925 wurde, als einziges Kind der Ehe, Henry W. Fowler Jr. geboren.
Ab 1913 war Fowler an der Gründung und Etablierung der Fachzeitschrift Copeia beteiligt, aus deren Redaktionskomitee (John Treadwell Nichols, Henry Weed Fowler und Dwight Franklin) ab 1916 die American Society of Ichthyologists and Herpetologists (ASIH) hervorging. Fowler war von 1918 bis 1926 Schatzmeister und 1927 Präsident der Gesellschaft.
1922 erhielt er ein Forschungsstipendium der Yale University, das ihm einen Aufenthalt auf Hawaii ermöglichte. Die Reise war der erste Schritt einer längerfristigen Tätigkeit, die schließlich zur Veröffentlichung seines Werkes „The Fishes of Oceania“ führte. 1929 folgten weitere Aufenthalte auf Hawaii, in Japan, China, auf Java und in Australien.
Von 1925 bis 1934 war er Mitarbeiter am Kuratorium der Abteilung für Wirbeltierzoologie am Museum der ANSP.
Im Sommer 1934 verbrachte er 6 Wochen gemeinsam mit Ernest Hemingway auf dessen Boot „Pilar“ beim Hochseeangeln vor der Küste Kubas. Die beiden befanden sich jedoch keineswegs auf einem Vergnügungsausflug. Hemingway war von Charles M. B. Cadwalader, damals Direktor der ANSP, angeworben worden um Fowler bei der Erforschung der Lebensweise und Wanderbewegungen von großen Hochseefischen, wie etwa Fächerfischen, Marlinen oder Thunfischen, als Assistent zu unterstützen. Hemingway blieb auch später in Kontakt mit Fowler und ließ ihm des Öfteren Informationen von seinen Angeltouren oder Exemplare von seltenen Fischen zukommen. Fowler revanchierte sich, indem er 1935 den Skorpionfisch Neomerinthe hemingwayi nach dem Schriftsteller benannte.
Von 1934 bis 1940 war er als Kurator für Fische und Reptilien und von 1940 bis zu seinem Tode 1965 als Kurator für Fische an der ANSP tätig.
Anfang August 1949 führte ihn seine letzte größere Expedition an die Karibikküste Kolumbiens. In Cartagena durchsuchte er den lokalen Fischmarkt nach seltenen und unbekannten Arten und erstellte eine Bestandsaufnahme aller im Verlauf mehrerer Wochen am Markt angetroffenen Fische. Der Aufenthalt wurde mit Mitteln aus der Eldridge Reeves Johnson Stiftung der American Philosophical Society finanziell unterstützt.
Henry Weed Fowler blieb bis ins hohe Alter wissenschaftlich aktiv. Er verstarb am 21. Juni 1965 in Newtown (Bucks County) in Pennsylvania.

## Werke (Auswahl)
Henry Weed Fowler hat im Verlauf seiner wissenschaftlichen Karriere 666 Facharbeiten, hauptsächlich zu Themen der Ichthyologie veröffentlicht. Ein Großteil davon weist von ihm selbst angefertigte Illustrationen auf. In diesen Publikationen wurden insgesamt 1929 neue Taxa beschrieben. Viele seiner Erstbeschreibungen erwiesen sich später jedoch als Synonyme bereits bekannter Formen und nur etwa 38–40 % der von ihm beschriebenen Taxa werden heute noch als gültig gewertet.
- A List of Fishes Collected at Port Antonia, Jamaica, Proc. Acad. Nat. Sci, Philadelphia, 1899 (Fowlers erster wissenschaftlicher Artikel zur Ichthyologie)[1][11]
- The Amphibians and Reptiles of New Jersey, Annual Report of the New Jersey State Museum for 1906, 1907 (Eine der wenigen herpetologischen Arbeiten)[1]
- An Interesting Form of the Snapping Turtle (Chelydra serpentina), Copeia, New York, 1913 (Leitartikel des ersten Heftes der Zeitschrift Copeia)[3][12]
- The Fishes of Oceania, Memoirs of the Bernice P. Bishop Museum, 10, 1928 mit 3 Ergänzungen 1931, 1934 und 1949[1]
- The Marine Fishes of West Africa, Bulletin of the American Museum of Natural History, 1936 (2 Bände)[1]
- A Study of the Fishes of the Southern Piedmont and Coastal Plain, ANSP Monograph 7, 1945[1]
- Fishes of the Red Sea and southern Arabia, Band 1, Weizmann Science Press of Israel, 1956 (2 weitere Bände wurden fertiggestellt, jedoch nie veröffentlicht)[1]
- Fishes of Fiji, Government of Fiji, Suva, 1959[1]

Fowlers umfangreichste Arbeit blieb durch seinen Tod unvollendet. Mit A Catalog of World Fishes plante er eine vollständige Revision aller bekannten rezenten und fossilen Fischtaxa zu erstellen. Teile des Manuskripts wurden posthum im Quarterly Journal of the Taiwan Museum veröffentlicht und die Arbeit hatte, obwohl rasch als veraltet gewertet, durchaus Einfluss auf jüngere Autoren.

## Dedikationsnamen
Nach Henry Weed Fowler wurden unter anderen benannt:
- Cephalosilurus fowleri Haseman, 1911 ist eine Art aus der Familie der Großmaul-Antennenwelse.[14]
- Fowlerichthys Barbour, 1941
- Muraenichthys fowleri Schultz, 1943[15] wurde später als der Schlangenaal Scolecenchelys gymnota (Bleeker, 1857) identifiziert.
- Acanthurus fowleri de Beaufort, 1951.[16]